# Slag bij Carnifex Ferry
De Slag bij Carnifex Ferry vond plaats op 10 september 1865 in Nicholas County, Virginia (heden West Virginia) tijdens de Amerikaanse Burgeroorlog. Deze slag resulteerde in een Noordelijke overwinning die de weg zou vrijmaken voor de inname van het westen van Virginia. Het gevolg van deze slag is ook de uiteindelijke creatie van de staat West Virginia.

## Achtergrond
Op 26 augustus staken Zuidelijke brigades onder leiding van brigadegeneraal John B. Floyd de Gauley River over en verrasten hierbij de 7th Ohio Infantry onder leiding van kolonel Erastus Tyler in de Slag bij Kessler's Cross Lanes. De Noordelijken vluchten van het slagveld. Floyd kampeerde na de overwinning bij Carnifax Ferry. De Zuidelijken legden eveneens stellingen aan bij Henry Patterson Farm.

## De slag
Gealarmeerd door de vooruitgang van Floyd’s manschappen om de Kanawha Valley in te nemen stuurde de Noordelijke brigadegeneraal William S. Rosecrans drie infanteriebrigades naar Clarksburg om Tyler te versterken. In de namiddag van 10 september leidde Rosecrans zijn manschappen in de aanval op de stellingen van Floyd. De gevechten hielden verschillende uren aan tot het invallen van de duisternis. De Noordelijke artillerie was te sterk voor de Zuidelijken waarop Floyd het besluit nam tot terugtrekking. Hij en zijn mannen staken de rivier over en ze marcheerden richting Meadow Bluff nabij Lewisburg. Floyd stak de schuld van het verlies op brigadegeneraal Henry A. Wise. Dit betekende een dieptepunt in het vertrouwen tussen de verschillende Zuidelijke generaals.